# Sembleçay
Sembleçay ist eine französische Gemeinde mit 101 Einwohnern (Stand: 1. Januar 2022) im Département Indre in der Region Centre-Val de Loire. Sie gehört zum Kanton Valençay im Arrondissement Issoudun. Die Einwohner werden Sembleçéens genannt.

## Geographie
Die Gemeinde Sembleçay liegt an der Mündung des Renon in den Fouzon, 30 Kilometer westlich von Vierzon. Sie grenzt im Nordwesten und Norden an Chabris, im Osten an Dun-le-Poëlier, im Südosten an Saint-Christophe-en-Bazelle sowie im Süden und Westen an Val-Fouzon.

## Bevölkerungsentwicklung
| Jahr                       | 1962 | 1968 | 1975 | 1982 | 1990 | 1999 | 2006 | 2013 | 2020 |
| Einwohner                  | 169  | 150  | 125  | 113  | 102  | 106  | 121  | 102  | 98   |
| Quellen: Cassini und INSEE |      |      |      |      |      |      |      |      |      |